# ديبورا كومبانيوني
ديبورا كومبانيوني (Deborah Compagnoni) هي لاعبة أولمبية لرياضة التزلج على المنحدرات الجليدية من إيطاليا. شاركت في الأولمبياد الشتوي في 1992–1998، وفازت بما مجموعه 4 ميداليات.

## الميداليات
| ذهب | فضة | برونز | المجموع |
| 3   | 1   | 0     | 4       |

## روابط خارجية
- ديبورا كومبانيوني على موقع IMDb (الإنجليزية)
- ديبورا كومبانيوني على موقع الاتحاد الدولي للتزلج (التزلج على المنحدرات الثلجية) (الإنجليزية)
- ديبورا كومبانيوني على موقع اللجنة الأولمبية الدولية (الإنجليزية)
- ديبورا كومبانيوني على موقع أوليمبيديا (الإنجليزية)
- ديبورا كومبانيوني على موقع اللجنة الأولمبية الإيطالية (الإيطالية)
- ديبورا كومبانيوني على موقع CONI honoured athlete website (الإيطالية)